# Phelister ruptistrius
Phelister ruptistrius är en skalbaggsart som beskrevs av Schmidt 1893. Phelister ruptistrius ingår i släktet Phelister och familjen stumpbaggar. Inga underarter finns listade i Catalogue of Life.